# Boris Pistorius
Boris Pistorius (pronunciació alemanya: [ˈbɔʁɪs pɪsˈtoːʁiʊs]; nascut el 14 de març de 1960) és un advocat i polític alemany del Partit Socialdemòcrata (SPD) que exerceix com a ministre federal de Defensa alemany des del 19 de gener de 2023 al gabinet Scholz. Anteriorment havia estat ministre d'Estat d'Interior i Esports al govern estatal de la Baixa Saxònia des del 2013 i va formar part del Parlament d'aquest Estat federat des del 14 de novembre de 2017.

## Biografia
Pistorius va néixer a Osnabrück, fill d'Ursula Pistorius i Ludwig Pistorius. La seva mare va ser membre del Parlament de Baixa Saxònia des de 1978 fins a 1990. Després d'acabar els estudis secundaris, va ser reclutat per al servei militar el 1980 abans d'estudiar dret a la Universitat de Münster i a la Universitat d'Osnabrück, i també, durant un breu període, a la Universitat Catòlica de l'Oest (Angers, França).

## Carrera política
Pistorius va treballar com a assessor personal del ministre de l'Interior de la Baixa Saxònia, Gerhard Glogowski, al govern liderat pel ministre-president Gerhard Schröder de 1991 a 1995, i va ser el cap adjunt de la seva oficina de 1995 a 1996.
Es va incorporar a l'SPD el 1976. Va formar part de l'ajuntament des del 1996 fins al 2013 i del 1999 al 2002 va exercir com a segon alcalde d'Osnabrück, i com a alcalde des del 7 de novembre de 2006 fins que el 2013 es va incorporar al govern de la Baixa Saxònia. Després de les eleccions de la Baixa Saxònia del 2013, Pistorius va esdevenir ministre estatal de l'Interior i els Esports el 19 de febrer de 2013.
Del 2013 al 2017, Pistorius va ser un dels representants de l'estat al Bundesrat alemany; des del 2017, va ser-ne vocal suplent. En aquesta qualitat, va ser membre del Grup d'Amistat Germano-Rús creat en cooperació amb el Consell de la Federació Russa. També va ser membre suplent de la delegació alemanya a l'Assemblea Parlamentària de l'OTAN, on va formar part del Comitè Polític, el seu Subcomitè d'Associacions de l'OTAN i el seu Subcomitè de Relacions Transatlàntiques.
Durant el seu temps al càrrec al govern de l'estat, Pistorius va ser considerat àmpliament destacat a la Baixa Saxònia per la seva posició dura sobre el radicalisme islàmic, les amenaces terroristes, el crim organitzat i l'extrema dreta.
El 17 de gener de 2023, el canceller Olaf Scholz va anunciar que Pistorius succeiria Christine Lambrecht, que va dimitir el 16 de gener després de nombrosos escàndols, com a ministre de Defensa al gabinet del canceller Olaf Scholz, i va prendre possessió efectiva del càrrec el 19 de febrer.

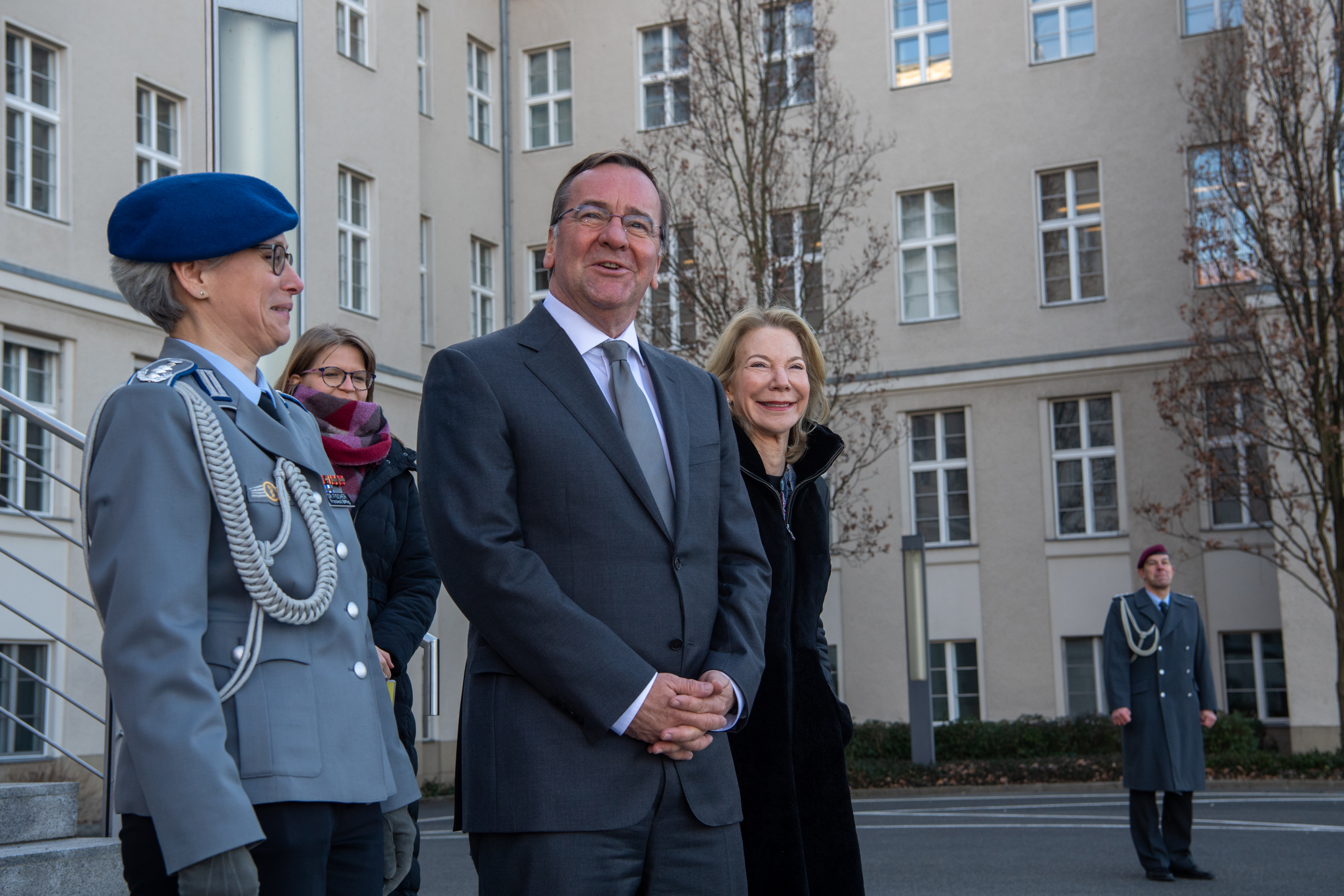
Pistorius amb l'ambaixadora dels Estats Units a Alemanya Amy Gutmann el 2023

## Posicions polítiques
El 2021, Pistorius va exigir que Alemanya ordenés que el programa de missatgeria Telegram fos retirat de les botigues d'aplicacions App Store i Play Store si continuava ignorant les sol·licituds per ajudar a localitzar contingut extremista.
Durant la invasió russa d'Ucraïna el 2022, Pistorius va condemnar clarament el que va qualificar com a "atacs brutals" de Rússia a Ucraïna. El maig del 2022, va declarar que els simpatitzants russos no haurien de poder glorificar la guerra als carrers alemanys.

## Vida personal
Pistorius té dues filles amb la seva dona Sabine, que va morir el 2015 a causa d'un càncer.